# Gyulafehérvári kódex

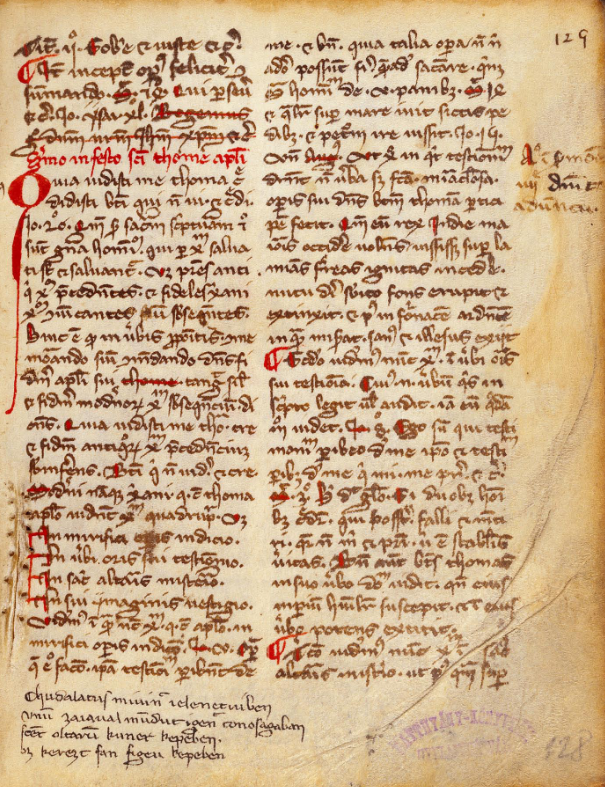
A Gyulafehérvári kódex egyik levele.

A Gyulafehérvári kódex egy középkori latin nyelvű magyarországi kézirat.
A 154 levélből álló alkotás valamelyik dunántúli ferences kolostorban készülhetett 1320 körül. Tartalma elsősorban prédikációk, de oklevélminták is vannak benne. Része a Gyulafehérvári sorok nevű 15 soros magyar nyelvű szöveg is, amelyet a kutatók többsége az első magyar nyelvű verses kísérletnek lát.